# 한국3대3농구연맹
한국3대3농구연맹(韓國三對三籠球聯盟, Korea 3X3 Basketball League)은 대한민국의 프로 스트리트볼을 관할하는 스포츠 행정 기구이다. 코리아 3X3 프리미어리그를 주관한다.

## 같이 보기
- 대한민국농구협회
- 한국3엑스3농구연맹